# Marina Silva
Maria Osmarina Marina Silva Vaz de Lima (Acre, 8 de febrer de 1958) és una ambientalista i política brasilera.

## Biografia
Va ser companya de lluita de Chico Mendes. El 1996, va guanyar el Premi Ambiental Goldman per a Amèrica del Sud i Central. Membre del Partido dos Trabalhadores fins al 19 d'agost de 2009, va servir com a senadora abans d'esdevenir ministra de Medi ambient de Lula el 2003. El 2007, va ser nomenada una de les «Campiones de la Terra» pel Programa de les Nacions Unides per al Medi Ambient. Va rebre el Premi Sophie el 2009.
El 19 d'agost de 2009, Marina Silva va anunciar que deixava el Partido dos Trabalhadores per entrar al Partit Verd, principalment en protesta contra les polítiques mediambientals aprovades pel govern brasiler. Confirmant les expectatives, el 16 de maig de 2010 a la ciutat de Nova Iguaçú, Rio de Janeiro, Marina Silva va presentar la seva candidatura en les eleccions presidencials del 2010 pel Partit Verd.
El gener de 2023, va tornar a ser cridada per Lula da Silva per ser titular del Ministeri de Desenvolupament.
El desembre de 2023 la revista Nature va incloure-la en la llista de les 10 persones que han fet grans descobertes científiques o han posat de relleu temes crucials. Marina Silva, a més d'aconseguir frenar la desforestació de l'Amazònia va reinstaurar el programa per protegir-la que el Govern de Bolsonaro havia suprimit.